# Henry St John (2e baronnet)
Henry Paulet St John, 2e baronnet (1737-1784), est un homme politique britannique qui siégea à la Chambre des communes de 1772 à 1780. 

## Biographie

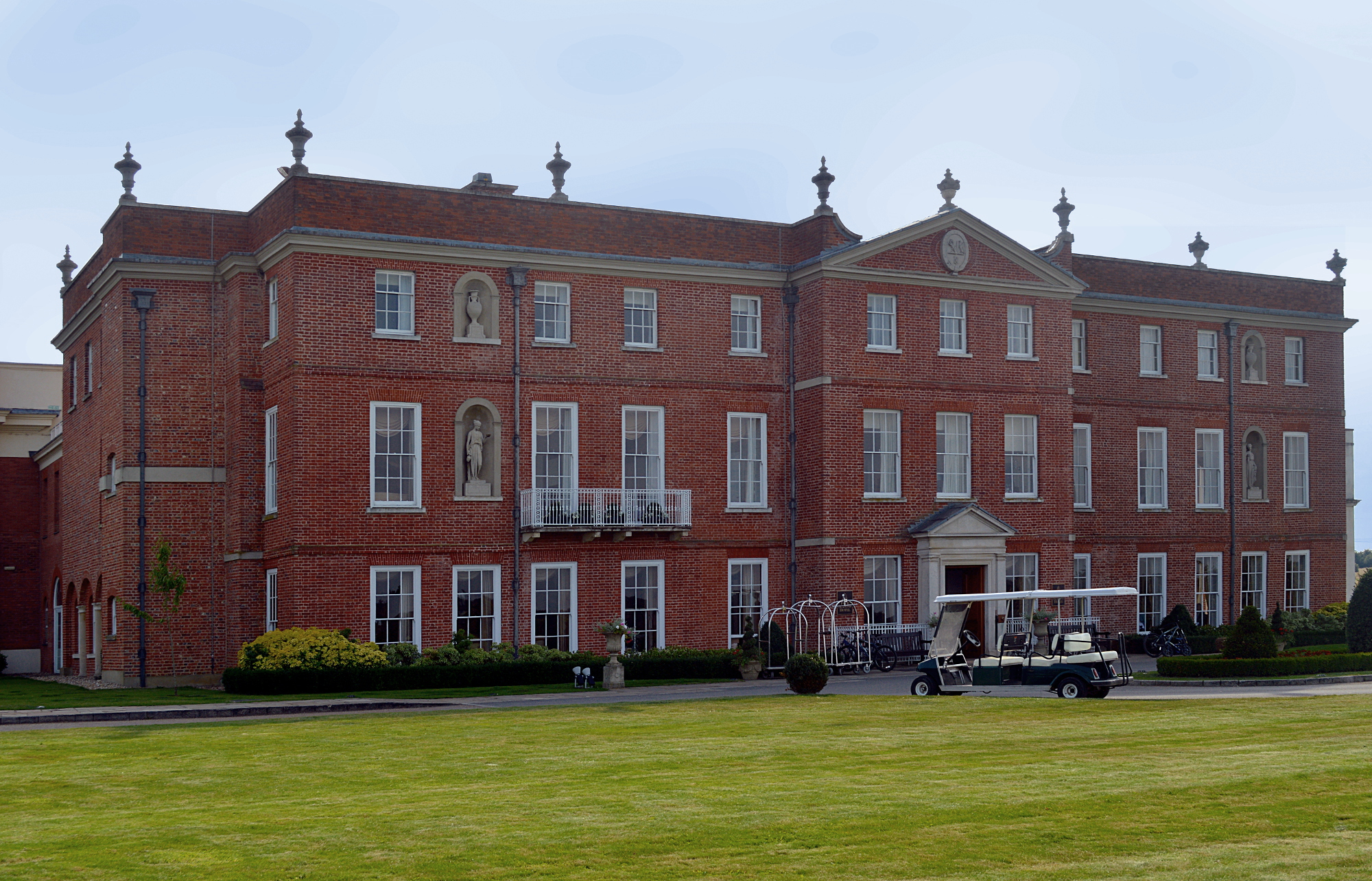
Dogmersfield Park

Il est le fils aîné de Paulet St John (1er baronnet), député de Dogmersfield Park, Hampshire et son épouse Mary Waters, fille de John Waters de Brecon. En 1750, il est au Winchester College et entre au New College d'Oxford le 15 octobre 1755, obtenant la maîtrise le 5 juillet 1759. À l'âge de 23 ans, il est fait chevalier le 24 décembre 1760. Il épouse Dorothy Maria Tucker, fille d'Abraham Tucker de Betchworth Castle Surrey le 27 octobre 1763. 
Avec le soutien du duc de Chandos, il est élu sans opposition en tant que député de Hampshire lors d'une élection partielle en février 1772. Il conserve son siège lors de l'élection générale de 1774. Il a une activité parlementaire très réduite et il ne se représente pas en 1780. 
Il succède à son père le 9 juin 1780 comme baronnet et hérite du domaine de Dogmersfield Park et mourut le 7 août 1784. Son fils unique, Henry lui succède. Lui et sa femme Dorothy ont également deux filles. 